# Île Saint-Jean (Loire)
Pour les articles homonymes, voir Île Saint-Jean.
L'île Saint-Jean ou île d'Or est une île sur la Loire, en France, appartenant administrativement à Amboise.

## Description
Elle s'étend sur près de 2 km de long pour une largeur d'environ 400 m au maximum. Traversée par le pont du Maréchal-Leclerc au sud, elle contient de nombreuses habitations ainsi que le camping de l'île d'Or.
L'allée de la Chapelle Saint-Jean la traverse du Sud au Nord et conduit à la chapelle Saint-Jean.

## Histoire

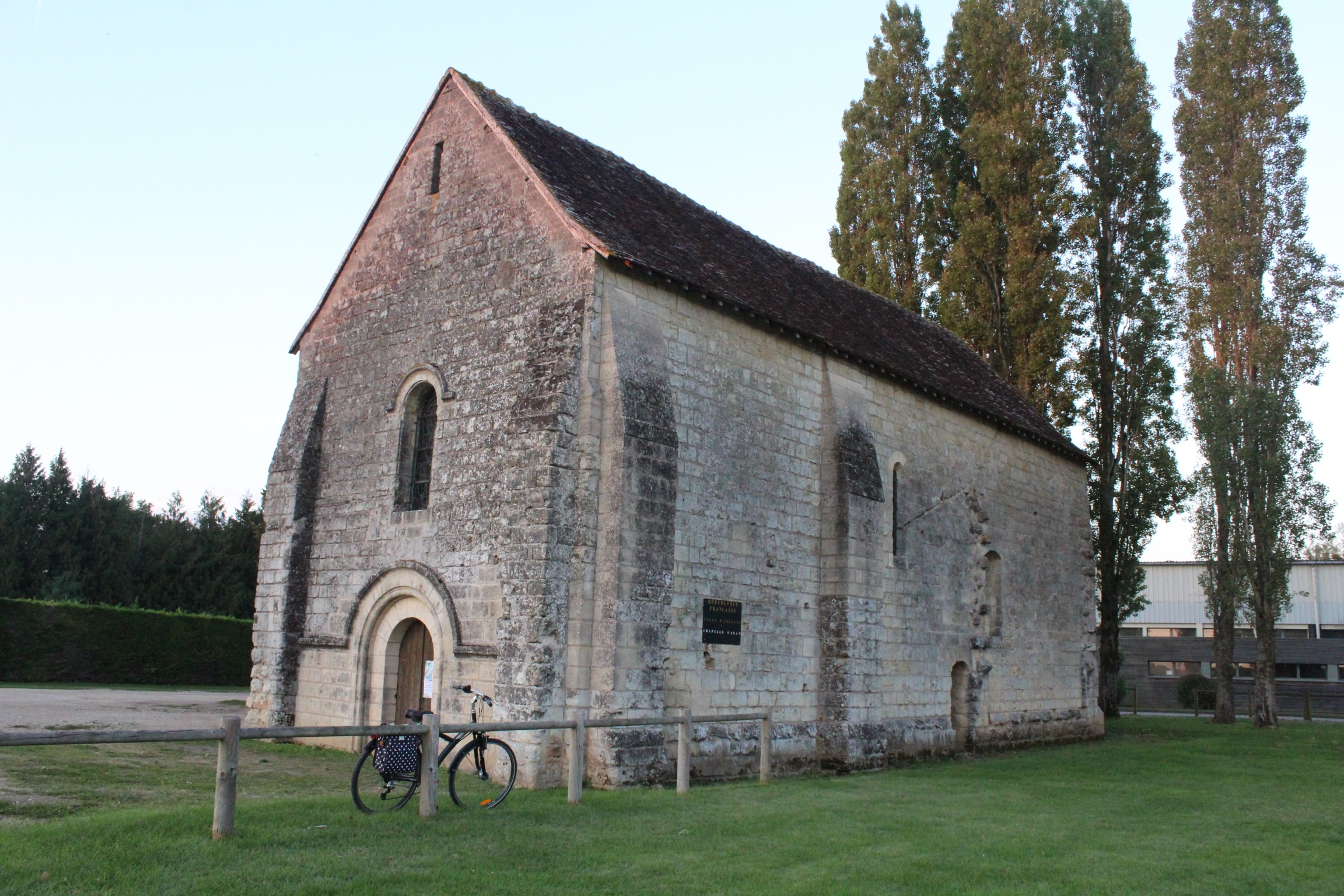
La chapelle Saint-Jean d'Amboise.

L'île est connue pour sa chapelle Saint-Jean, construite à la fin du XIIe siècle qui, sujette aux crues de la Loire comme toute l’île, a été à l'origine d'un projet, en 1588, de déviation du fleuve.
Clovis y a une entrevue avec Alaric II pour y déterminer à l'amiable les limites de leurs États respectifs.
L'ensemble de l'île est un site classé depuis le 26 mai 1932.